# Castello Piccolomini (Ortucchio)
Il castello Piccolomini è un castello collocato nei pressi del bordo meridionale della piana del Fucino, nel comune di Ortucchio (AQ), in Abruzzo.

## Storia

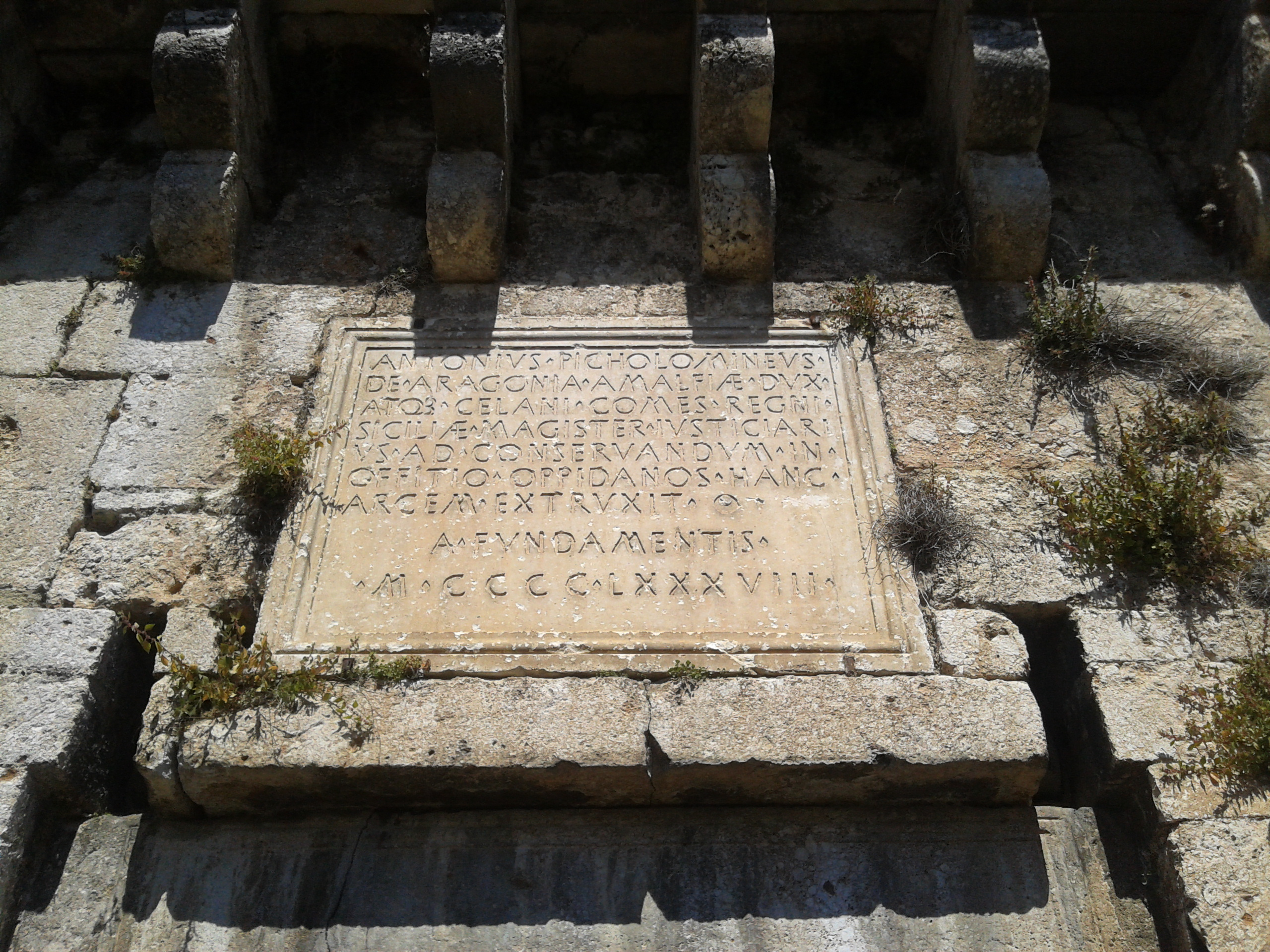
Lapide sopra il portale del castello

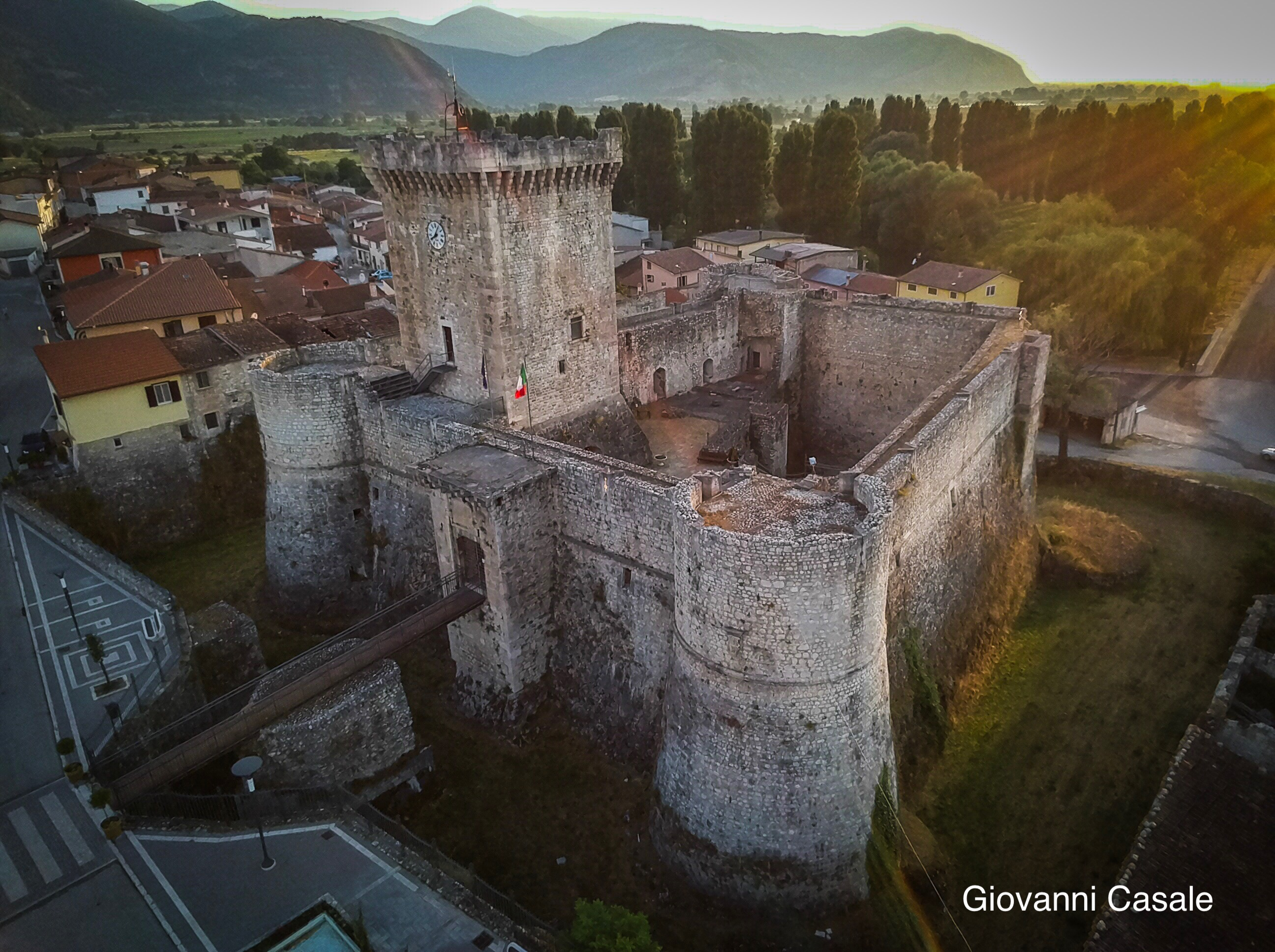
Il castello visto dall'alto

Il castello Piccolomini inizialmente sorgeva sull'isola di Ortucchio presso il lago Fucino. La struttura, infatti, era circondata da un fossato del quale le acque erano collegate con il lago. Con il prosciugamento del lago, questa protezione è venuta meno.
La struttura in stile rinascimentale fu voluta nel 1488 da Antonio Todeschini Piccolomini, dopo la distruzione di una precedente fortificazione da parte di Napoleone Orsini. Nei primi anni del Novecento fu dichiarato monumento nazionale degno di essere conservato.
Danneggiata dal terremoto della Marsica del 1915 la fortificazione fu restaurata nel corso degli anni settanta.

## Architettura
Il castello ha una pianta rettangolare con torrioni circolari agli angoli delle mura, con quello di nord-ovest del quale rimane solo il basamento. 
Il portale d'ingresso al castello si trova sul lato delle mura verso il paese e sopra il portale è presente una lapide che riporta la data della ricostruzione da parte dei Piccolomini.
All'interno delle mura si trova il mastio, che rappresenta la struttura più antica del castello, caratterizzato da una merlatura su tutto il suo perimetro.